# Comanche (Texas)
Comanche er en amerikansk by og administrativt centrum for det amerikanske county Comanche County i  staten Texas. I 2000 havde byen et indbyggertal på 4.482.
31°54′0″N 98°36′16″V / 31.90000°N 98.60444°V